# 罗辉 (1963年)
罗辉（1963年—），男，汉族，湖北武汉人，中华人民共和国政治人物，中国共产党党员，第十二届全国人民代表大会河南地区代表。

## 生平
罗辉毕业于湖北大学汉语言文学专业。2013年，担任全国人大代表。